# Droga A88 (Wielka Brytania)
Droga A88 jest drogą krajową w Szkocji. Droga biegnie od Stenhousemuir do Larbert mając długość 3 mil – w ten sposób, droga A88 jest najkrótszą brytyjską drogą o oznaczeniu dwucyfrowym. Trasa łączy drogę A9 z drogą A905.